# Mauritia Eleonora von Portugal

Infantin Mauritia Eleonora von Portugal

Mauritia Eleonora Prinzessin von Portugal (getauft 10. Mai 1609 in Delft; † 15. Juni 1674 in Bergen op Zoom) war das neunte von zehn Kindern von Don Emanuel von Portugal (1568–1638), Sohn des Malteserpriors und portugiesischen Thronprätendenten António von Crato, und Emilia Gräfin von Nassau (1569–1629), der jüngsten Tochter von Wilhelm von Oranien.

## Leben
Mauritia Eleonora hatte, wie ihre anderen Schwestern auch, aufgrund der Verbindung ihrer ältesten Schwester mit einem Bürgerlichen kaum Aussicht auf eine standesgemäße Ehe. Nach dem Tod ihrer Mutter Emilia, die im Schloss Prangins in der Schweiz residierte, kehrte sie 1629 in die Niederlande an den Hof ihres Großonkels Friedrich Heinrich von Oranien zurück.
Ihre Cousine Luise Henriette von Oranien war ihrem Cousin Henri Charles de la Trémoïlle versprochen, gleichwohl war deren Mutter Amalie bemüht, Luise mit König Karl II. von England zu verkuppeln. Als Karl II. ablehnte und die Sache öffentlich wurde, zeigte Friedrich Wilhelm, Kurfürst von Brandenburg, Interesse. In Abstimmung mit ihrer Tante Amalie spionierte Mauritia Eleonora ihre Cousine Luise aus und überredete sie schließlich im Dezember 1646 zu einer Heirat mit Friedrich Wilhelm I.
Aus Dankbarkeit arrangierte Amalie am  4. Juni 1647 in 's-Gravenhage die Hochzeit der bereits 38-jährigen Mauritia Eleonora mit Georg Friedrich, Prinz von Nassau-Siegen (1606–1674). Die Ehe blieb kinderlos.